# Генрі Бакнелл
Генрі Бакнелл (англ. Henry Bucknall, 4 липня 1885 — 1 січня 1962) — британський академічний веслувальник.
Олімпійський чемпіон 1908 року в складі вісімки.